# ویسنته گیللو
ویسنته گیللو (انگلیسی: Vicente Guillot؛ زادهٔ ۱۵ ژوئیهٔ ۱۹۴۱) بازیکن فوتبال اهل اسپانیا است.
از باشگاه‌هایی که در آن بازی کرده‌است می‌توان به باشگاه فوتبال الچه و باشگاه فوتبال والنسیا اشاره کرد.
وی همچنین در تیم‌های ملی فوتبال زیر ۱۸ سال اسپانیا، Spain B national football team، و اسپانیا بازی کرده‌است.